# 高野龍神國定公園

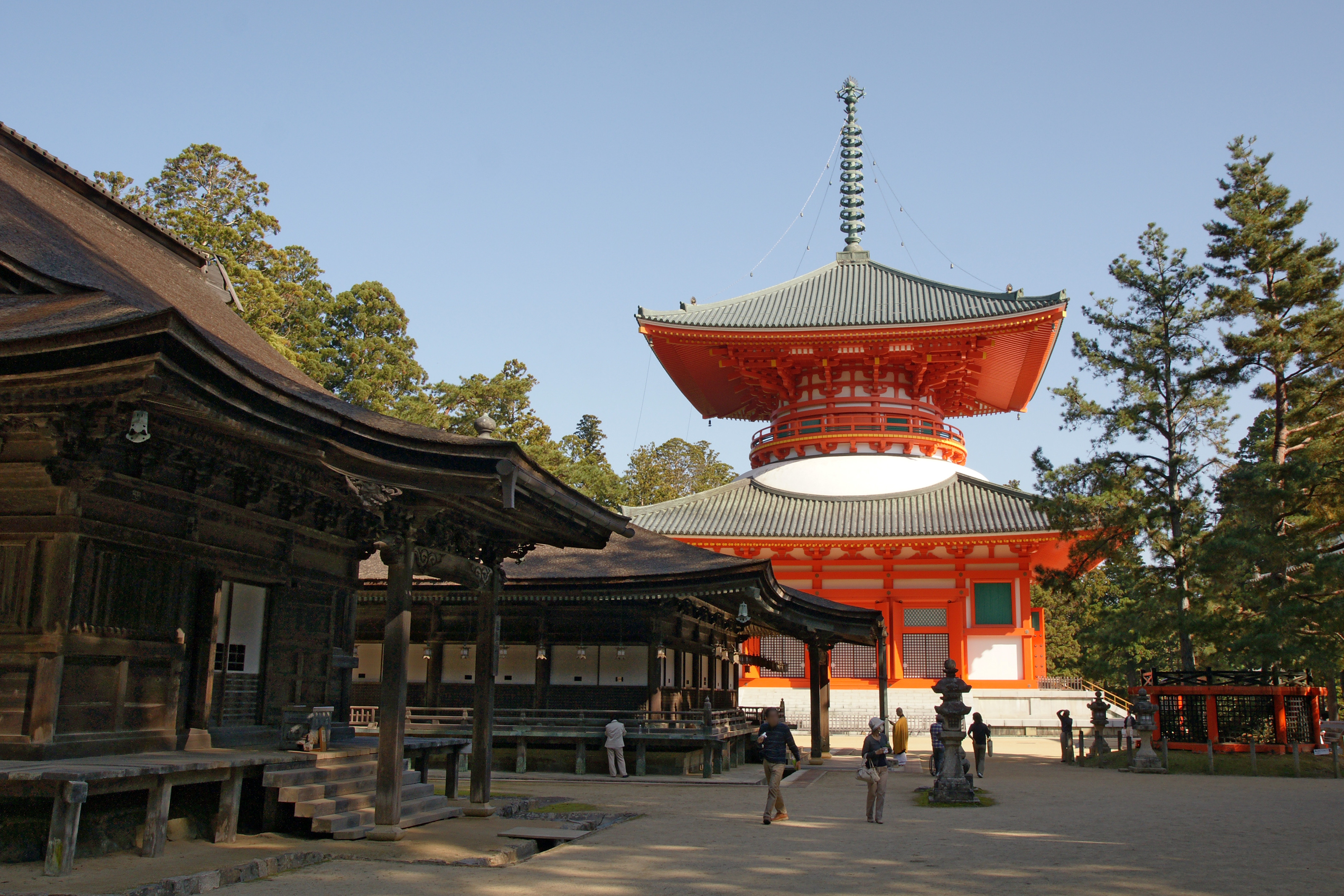
高野山壇上伽藍

高野龍神國定公園，是位在日本奈良縣、和歌山縣的國定公園。1967年3月23日指定。總面積19,198ha。

## 主要景點
- 高野山
- 護摩壇山
- 龍神溫泉

## 關連市町村
- 奈良縣 - 十津川村、野迫川村
- 和歌山縣

## 關連項目
- 國定公園

## 外部連結
- （日語）高野龍神國定公園 （页面存档备份，存于）